# Derde Oorlog om de Carnatic
De Derde Carnatische Oorlog of Derde Oorlog om de Carnatic (1756-1763) was een oorlog tussen de Britten en Fransen in de koloniale gebieden in India, die onderdeel was van de Zevenjarige Oorlog. In tegenstelling tot de Tweede Oorlog om de Carnatic van 1751-1754 waren naast de Carnatic, het oostelijk kustgebied in het zuiden van India, ook de Britse en Franse kolonies in Bengalen toneel van het conflict. Zowel de Franse als Britse handelscompagnieën hadden in India eigen troepen, maar beide landen zonden ook reguliere troepen naar India als onderdeel van het conflict.
Het conflict in Bengalen begon met de troonsbestijging van Siraj ud-Daulah in 1756. Deze nieuwe nawab was de Britten ongunstig gezind. Toen de Britten weigerden hun vestiging in Fort William te ontmantelen nam de nawab Calcutta en andere Britse kolonies in. Vanuit Madras zonden de Britten een expeditie onder Robert Clive en Charles Watson, die zonder veel moeite Calcutta heroverde. Clive nam daarop de nabijgelegen Franse kolonie Chandernagar in en versloeg de Nawab in de Slag bij Plassey (23 juni 1757), ook in Bengalen. Dit betekende het begin van het Britse bestuur over Bengalen. Clive stuurde zijn ondergeschikte Eyre Coote achter de vluchtende Fransen aan richting Orissa. Onverwachts wist Coote een overwinning te behalen waardoor de Britten in de noordelijke Circars voet aan de grond kregen.
De Fransen hadden ondertussen een leger onder graaf Lally-Tollendal naar het zuiden van India gestuurd. Nadat de Britten in de zeeslag bij Cuddalore (29 april 1758) tevergeefs probeerden de Franse vloot tegen te houden arriveerde Lally in Pondicherry. Er volgde een Frans landoffensief waarbij een groot deel van de Carnatic veroverd werd. De Britse kolonie Cuddalore en de hoofdstad van de Carnatic, Arcot, vielen in Franse handen. Vervolgens sloeg Lally het beleg op voor Madras. In februari zag hij zich gedwongen terug te trekken nadat steun van de Franse vloot uitbleef. De Franse admiraal d'Aché was naar Mauritius gevaren, om de jaarlijks terugkomende moesson af te wachten. In 1759 arriveerden bovendien Britse versterkingen in het gebied. Het feit dat de Britten gebruik maakten van meer inheemse huurlingen die in de Europese krijgskunde getraind waren (sepoys) speelde ook een rol.
Eyre Coote versloeg de Lally in de Slag bij Wandiwash in januari 1760. Daarmee keerden de kansen en Lally werd langdurig in Pondicherry belegerd tot hij zich in februari 1761 gedwongen zag te capituleren. Dit betekende het einde van de oorlog in India, maar vrede werd pas bereikt met het Verdrag van Parijs (1763). Pondicherry werd daarbij teruggegeven aan de Fransen, maar met de nederlaag was voorgoed een einde gekomen aan de Franse ambitie een groot koloniaal rijk in India te stichten. Lally werd terug in Frankrijk tot zondebok gemaakt en na een proces wegens hoogverraad in 1766 onthoofd.